# الرعاية الصحية العقلية للصم
تعتبر الرعاية الصحية العقلية للصم هي توفير خدمات المشورة والعلاج وغيرها من الخدمات النفسية للصم وضعاف السمع بطريقة مقبولة اجتماعيا ولغويّا. وكما يشمل المصطلح البحث والتدريب والخدمات بطرق تحسن الصحة العقلية للصم. وتجعل هذه الخدمات ذوي المستويات المختلفة من السمع والخبرات تجاه الصمم يركزون على رفاهيتهم النفسية. وحددت الجمعية الوطنية للصم أن الخدمات المتخصصة ومعرفة الصم تزداد بنجاح تجاه خدمات الصحة العقلية لهؤلاء السكان. وتخصصت ولايات مثل شمال وجنوب كارولينا وألاباما في خدمات الصحة العقلية للصم. وأنشأ قسم الصحة العقلية في ولاية ألاباما مكتبًا لخدمات الصم ليخدم أكثر من 39000 أصم وضعيف سمع والذي سوف يحتاج خدمات صحية عقلية.
و توجد نماذج متعددة من الصمم وتركز الصحة العقلية للصم على نموذج ثقافي يتمثل في اعتبار الصم أنفسهم جزء من مجتمع لغوي اجتماعي ثقافي، بدلاً من الأشخاص الذين يعانون من عجز طبي أو إعاقة. وبناء على ذلك فإن توفير الرعاية الصحية العقلية للصم لسكان مجتمع الصم يتطلب خدمات من الأطباء السريريون (العياديون)  و الأطباء والمترجمين لغة الإشارة الذين يتم تدريبهم بهذا المنظور وإشراك الصم المتميزون في هذا النظام من الرعاية الصحية.

## تنمية المهارات اللغوية عند الأطفال الصم
يعتبر الوصول المبكر إلى اللغة عند الأطفال الصم أمرًا مهمًا للتطور الطبيعي للغة. تُشكِّل الفترة الحرجة لتطور اللغة جزءًا مهمًا من التطور اللغوي لجميع الأطفال، وقد يؤدي تأخر الوصول إلى المدخلات اللغوية لمخاوف تتعلق بالصحة العقلية. قد يؤثر الحرمان من اللغة سلبًا على الصحة العقلية وفي الحالات الشديدة قد يسبب متلازمة الحرمان اللغوي. يؤيد طبيب الأطفال النفسي سانجاي غولاتي أهمية الوصول إلى اللغة لدى الأطفال الصم ليتمكنوا من تكوين لغة أولى أساسية. يعد الوصول إلى اللغة السمعية والمرئية أمرًا مهمًا، ويختلف التوافر بناءً على قدرات كل طفل. يعاني نحو 40% من الأطفال الصم من إعاقات أخرى مرافقة.
يوجد في العديد من الولايات مدارس ومؤسسات للصم تقدم نماذج لغوية مناسبة إلى جانب خدمات الصحة العقلية لطلابها وللأشخاص الصم في المجتمعات المحيطة. تقدم مدرسة ليكسينغتون للصم في كوينز في نيويورك مجموعة متنوعة من الخدمات التعليمية والاجتماعية للصم. كذلك، تركز مدرسة تكساس للصم في أوستن في تكساس على الصحة العقلية للطلاب.
قد يتعرض الأطفال الصم في المدارس العادية للإهمال في الفصول الدراسية أكثر من أقرانهم الذين يسمعون. ومن الشائع أيضًا أن يواجه الأطفال الصم صعوبة في تكوين صداقات. يتعرض الأطفال الصم أو ضعاف السمع إلى التنمر على نحو متكرر، وهذا قد يؤثر على الصحة العقلية.

## التعليم والوصول
يمثل حصول الأشخاص الصم على العلاج الطبي المناسب تحديًا، فهم يواجهون مجموعة متنوعة من العقبات في الاتصال والوصول. قد يشمل ذلك الطريقة التي يؤسس بها المهنيون الطبيون الفحوصات الصحية المختلفة للمرضى دون تعديل مسبق مناسب للأفراد الصم. قد تدفع تحديات التواصل وقلة وعي الطبيب بثقافة ولغة الصم المرضى إلى عدم خضوعهم أو التزامهم بالمواعيد الطبية. سيؤدي ارتفاع عدد المهنيين المدرَبين على لغة الإشارة الأمريكية والذين يملكون خبرة في التعامل مع الصم إلى تحسين الصحة العقلية للصم.

## الشيخوخة والصمم
يحدث فقدان السمع المرتبط بالعمر تدريجيًا لدى العديد من الأشخاص مع تقدمهم في السن، ويؤثر هذا عادةً على الأشخاص الذين تزيد أعمارهم عن 65 عام. قد يؤدي هذا النوع من فقدان السمع إلى الشعور بالإحراج والعزلة بسبب عدم قدرة المصابين على سماع العائلة أو الأصدقاء أو الأصوات اليومية البسيطة. لن يرغب المصابون بفقدان السمع في المشاركة في الأنشطة الاجتماعية بسبب الإحباط الناجم عن عدم قدرتهم على السمع. أظهرت دراسة أجراها المجلس الوطني للشيخوخة تسجيل جزء كبير من كبار السن الذين يعانون من ضعف السمع أعراض اكتئاب دائم. يُستَبعد الأشخاص الذين يعانون من ضعف السمع من الفرص الاجتماعية والمهنية بسبب ارتفاع معدلات سوء التواصل، وهذا يجعل البالغين الصم أكثر عرضة للإصابة بالأمراض العقلية.
وجدت الدراسات أن تأخر إصابة الفرد بالصمم سيملك تأثير أقل حدة على صحته العقلية مقارنةً بإصابته به في سن مبكرة. كذلك، يواجه الأفراد الذين ولدوا صمًا أو فقدوا سمعهم في سن مبكرة عدة تحديات صعبة. بشكل عام، تزداد الميول الانعزالية للشخص غير الأصم مع التقدم في السن، ولكن تكون هذه الزيادة أكبر في حالة الأشخاص الصم. إضافةً إلى ذلك، تعتمد العديد من التطورات التكنولوجية على الاتصال السمعي بشكل كبير، وهذا بدوره يمثل تحديًا للأفراد الصم.